# Baía Lafond

A baía Lafond é uma baía, de 3 milhas de largura, situada ao sul da península Cockerell, na península Trinity, Antártida.
Foi mapeada pelo Falkland Islands Dependencies Survey (FIDS) (1960–61), e foi nomeada pelo Comitê de Nomes de Lugares Antárticos do Reino Unido (UK-APC) recebendo o nome do Tenente Pierre Lafond, um oficial naval francês no Astrolabe durante a sua viagem antártica (1837–40).
 Este artigo incorpora material em domínio público  de United States Geological Survey   , documento "Baía Lafond" (conteúdo do Geographic Names Information System).